# John Williams (politikus)
John Williams (Surry megye, 1778. január 29. – Knoxville, 1837. augusztus 10.) az Amerikai Egyesült Államok szenátora (Tennessee, 1826).